# Berejnîțea, Kaluș
Berejnîțea (în ucraineană Бережниця) este un sat în comuna Pidmîhailea din raionul Kaluș, regiunea Ivano-Frankivsk, Ucraina.

## Demografie
Componența lingvistică a localității Berejnîțea
     Ucraineană (99,9%)
     Alte limbi (0,1%)
Conform recensământului din 2001, majoritatea populației localității Berejnîțea era vorbitoare de ucraineană (99,9%), existând în minoritate și vorbitori de alte limbi.